# Denkstein für Blasius Hochgrewe

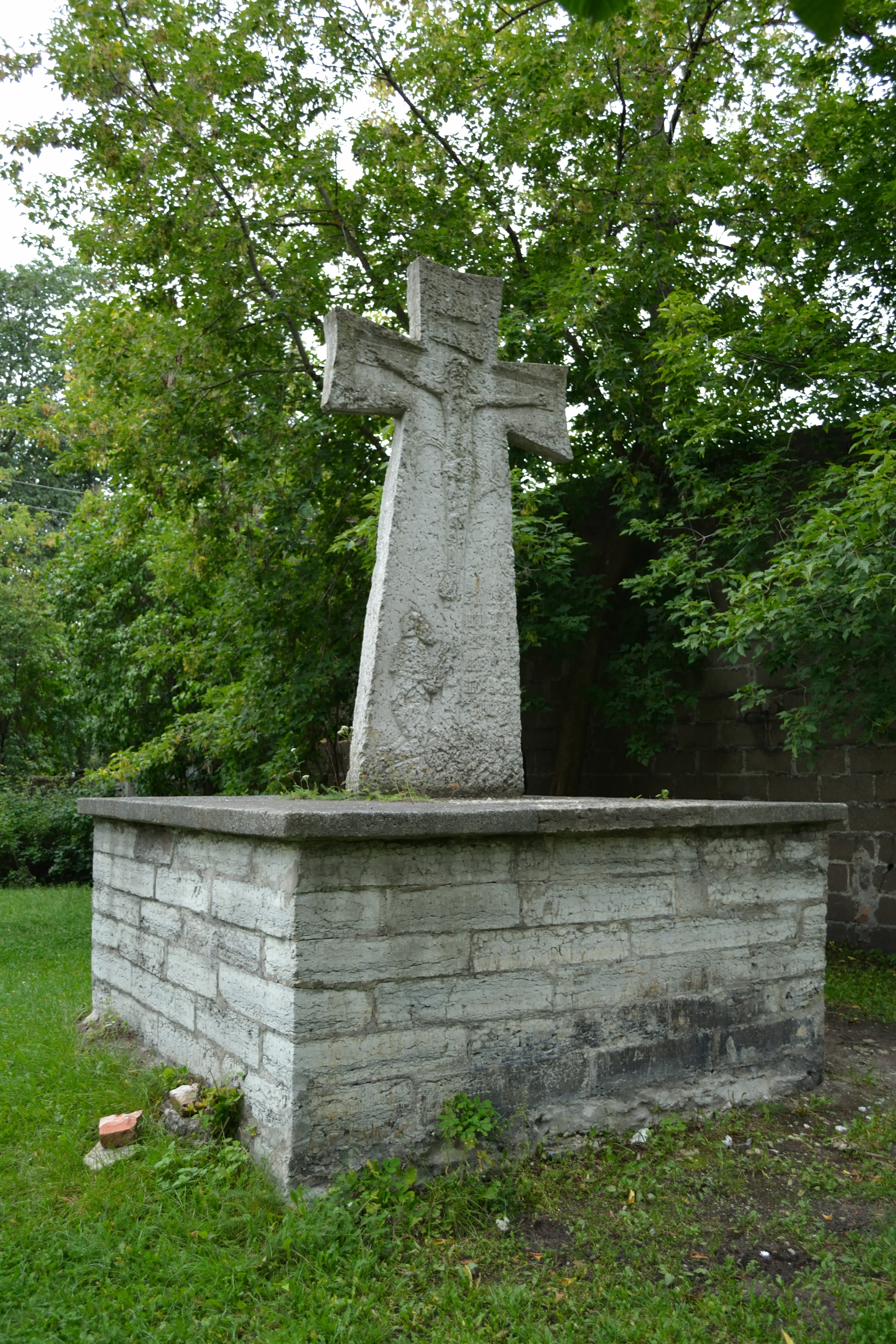
Denkstein für den Großkaufmann Blasius Hochgrewe

Der Denkstein für Blasius Hochgrewe aus der zweiten Hälfte des 16. Jahrhunderts ist eines der ältesten erhaltenen Denkmäler der estnischen Hauptstadt Tallinn (deutsch Reval).

## Hintergrund
Am 11. September 1560 fanden in der ersten Phase des Livländischen Krieges (1558–1561) vor den Toren der Stadt Tallinn zwei Scharmützel zwischen russischen Truppen unter dem Befehl von Zar Iwan IV. und einer Bürgerwehr Tallinns statt.
Die Tallinner Bevölkerung hatte etwa 250 Reiter sowie 500 Mann Infanterie aufbieten können, um sich den Russen entgegenzustellen. Darunter befanden sich Adlige des Dombergs, Guts- und Ratsherren, Mitglieder der Bruderschaft der Schwarzenhäupter sowie einfache Bürger und Leibeigene.
Die Tallinner Truppen konnten die russischen Soldaten am sogenannten Jerusalem-Berg abwehren und so eine Belagerung der Stadt verhindern. Das feindliche Heer brandschatzte daraufhin die umliegenden Dörfer und zog sich in Richtung Paide zurück.
Bei den beiden Zusammenstößen vor den Mauern Tallinns kamen wahrscheinlich sechzig Einwohner der Stadt ums Leben. Darunter befanden sich auch Adlige, Großkaufleute sowie zehn Mitglieder der Bruderschaft der Schwarzenhäupter. Die Namen der Brüder sind auf einem Ölgemälde von 1561 verewigt, das sich heute im Tallinner Stadtmuseum befindet. Autor des Epitaphs ist wahrscheinlich der Maler Lambert Glandorp, ein Mitglied der Großen Gilde.

## Denkstein
Einer der Toten des 11. September 1560 war der Tallinner Großkaufmann Blasius Hochgrewe. Im heutigen Stadtteil Kitseküla steht an der Marta-Straße (Marta tänav) ein Denkstein aus der damaligen Zeit, der bis heute erhalten ist.
Über einem viereckigen Postament, das Ende des 19. Jahrhunderts errichtet wurde, erhebt sich ein 2,8 Meter hohes und bis zu 1,5 Meter breites Steinkreuz. Auf seiner nach Süden gekehrten Seite steht in niederdeutscher Sprache die Inschrift:
 Anno 1560 den 11. Septembris ys allhier here Blasius Hochgreve vom Rüssen erbarmerlick erslagen Gott sy eme gnedich und vorlene em am jungesten dage eyne vrolike uperstandinge thom ewigen levende. Amen.
Auf der Rückseite ist ein Kruzifix dargestellt, zu dessen Füßen sich ein Bildnis des Gefallenen befindet. Er ist im Harnisch kniend dargestellt. Vor ihm steht ein Helm. Links vom Stamm des Kreuzes war früher sein Wappen angebracht.
Das Monument steht seit 1964 unter Denkmalschutz. Es ist heute in schlechtem Zustand. Eine moderne Tafel am Postament erinnert an das Geschehen.

## Bilder

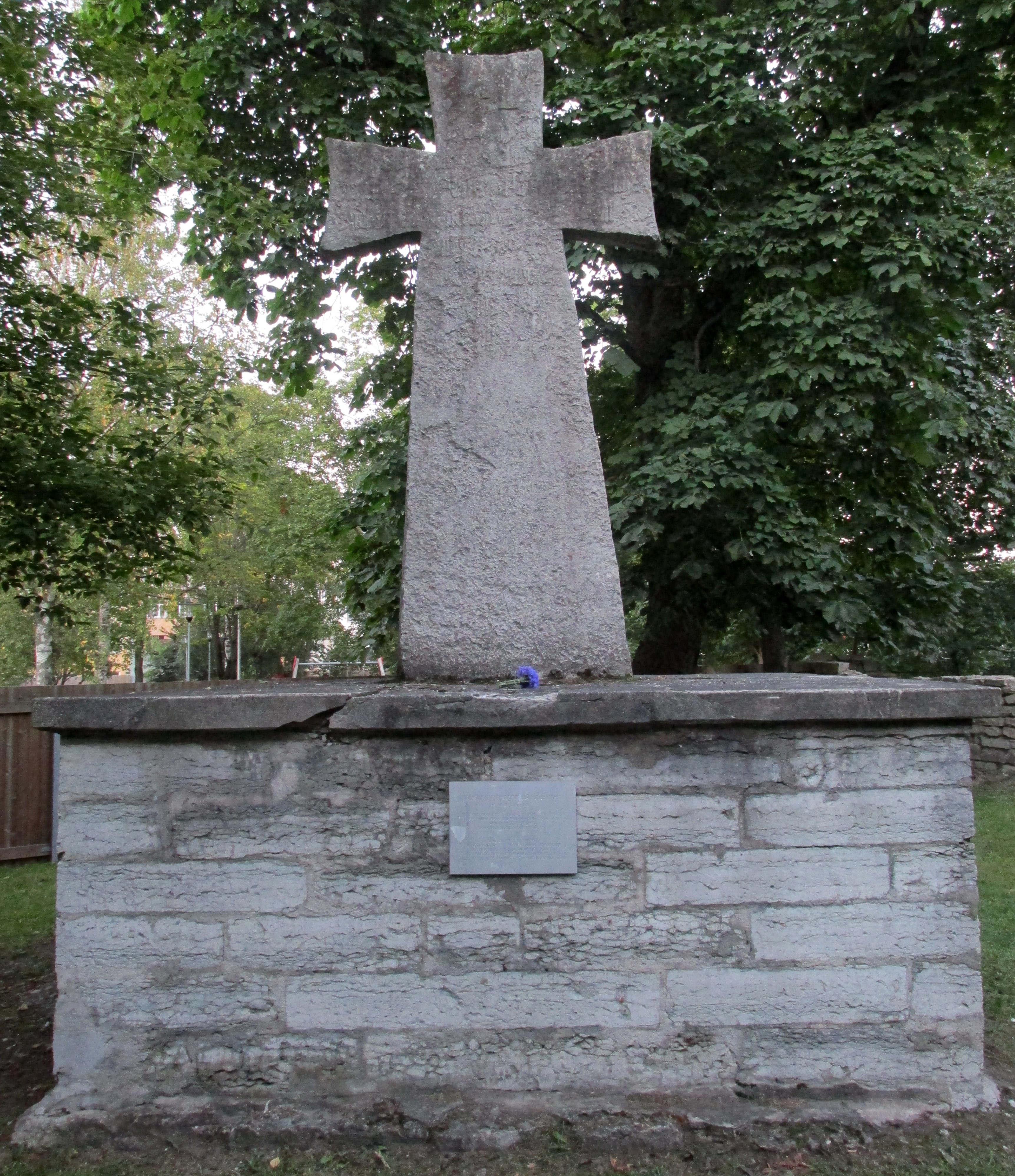
Vorderseite
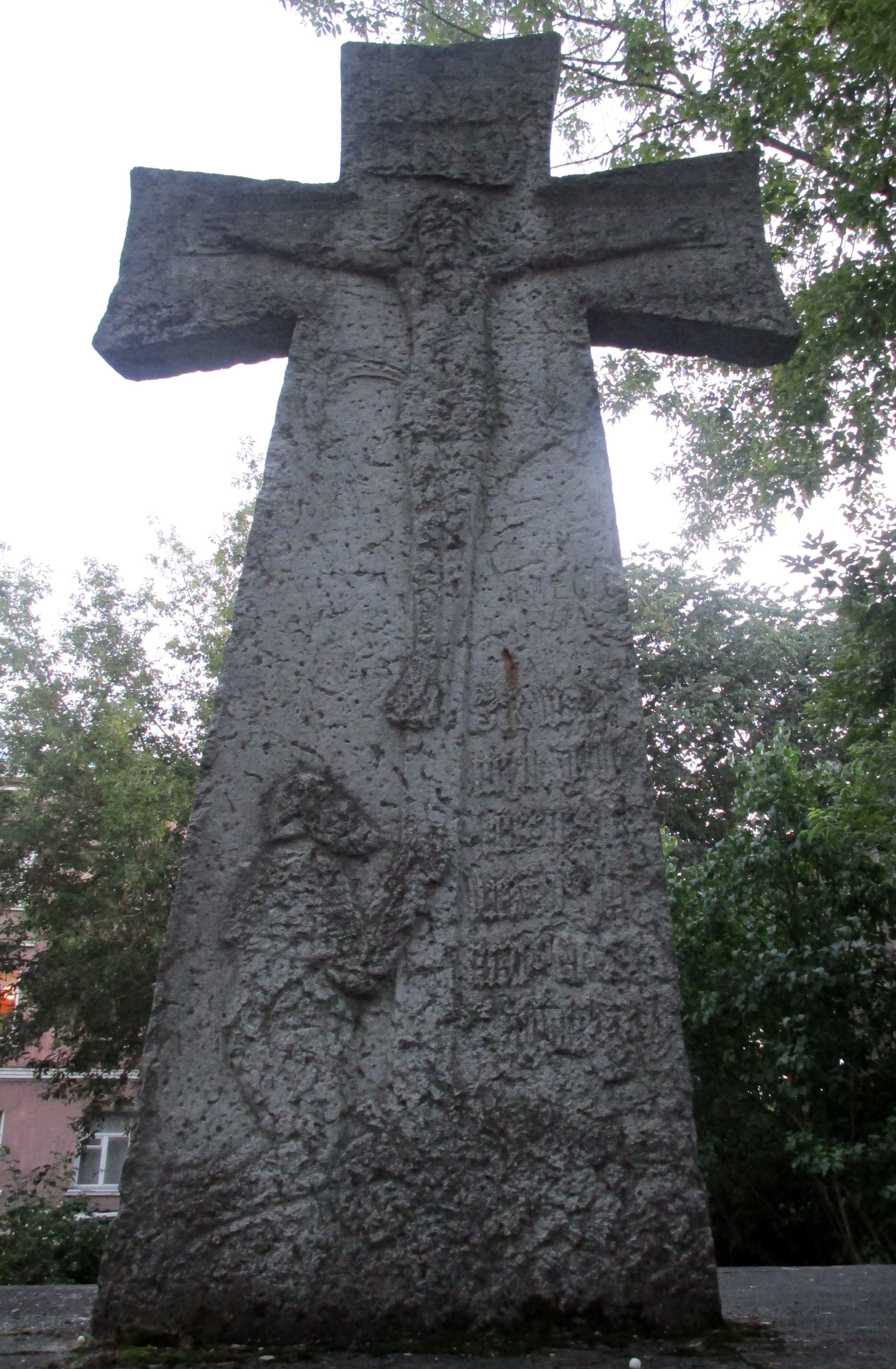
Rückseite
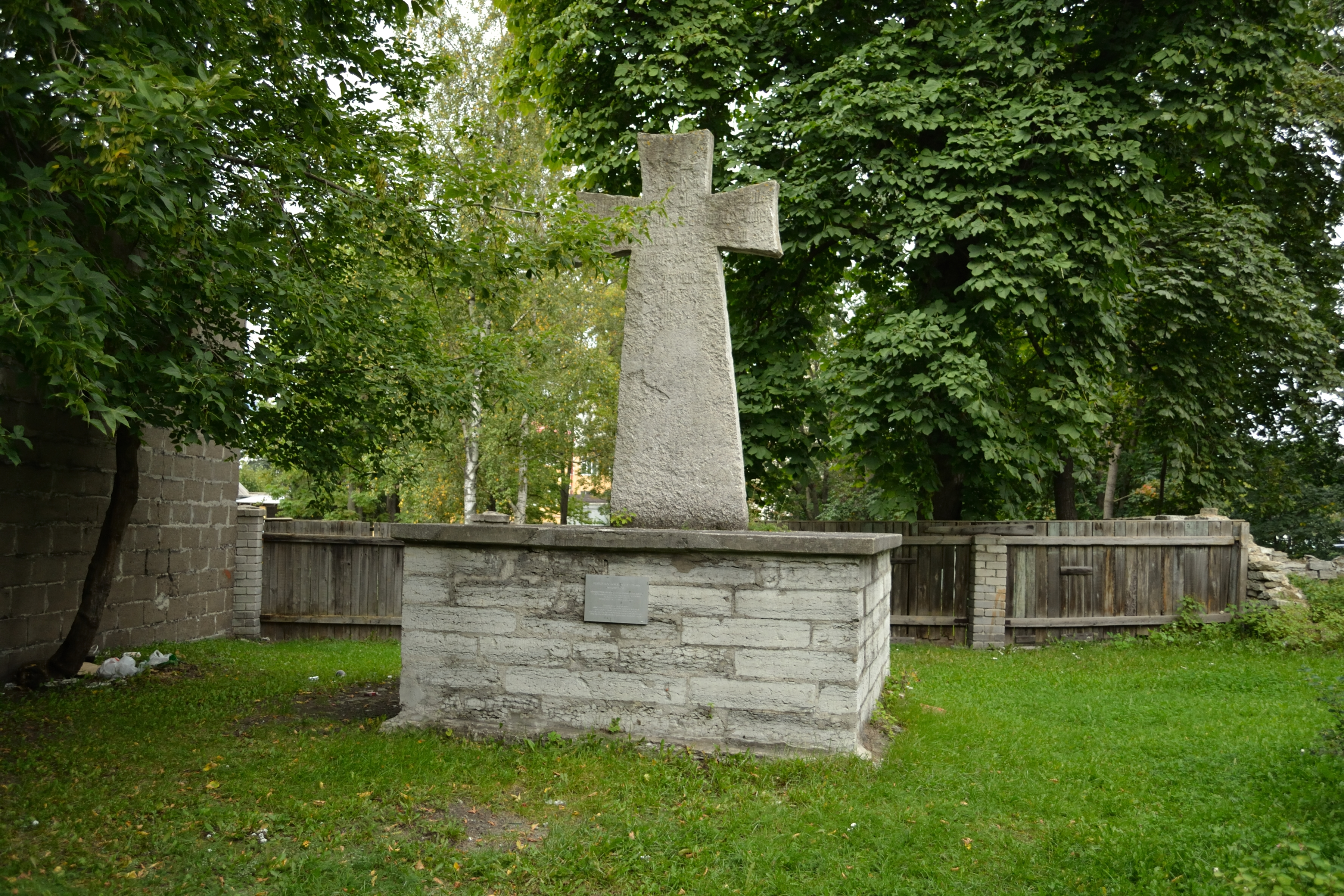
Gesamtansicht
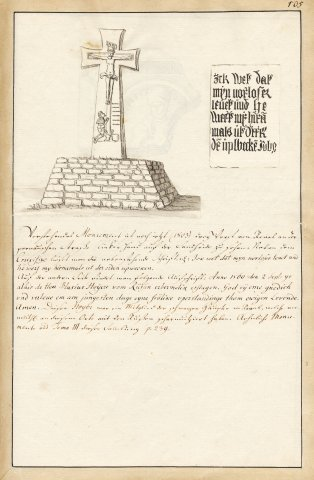
Historische Darstellung
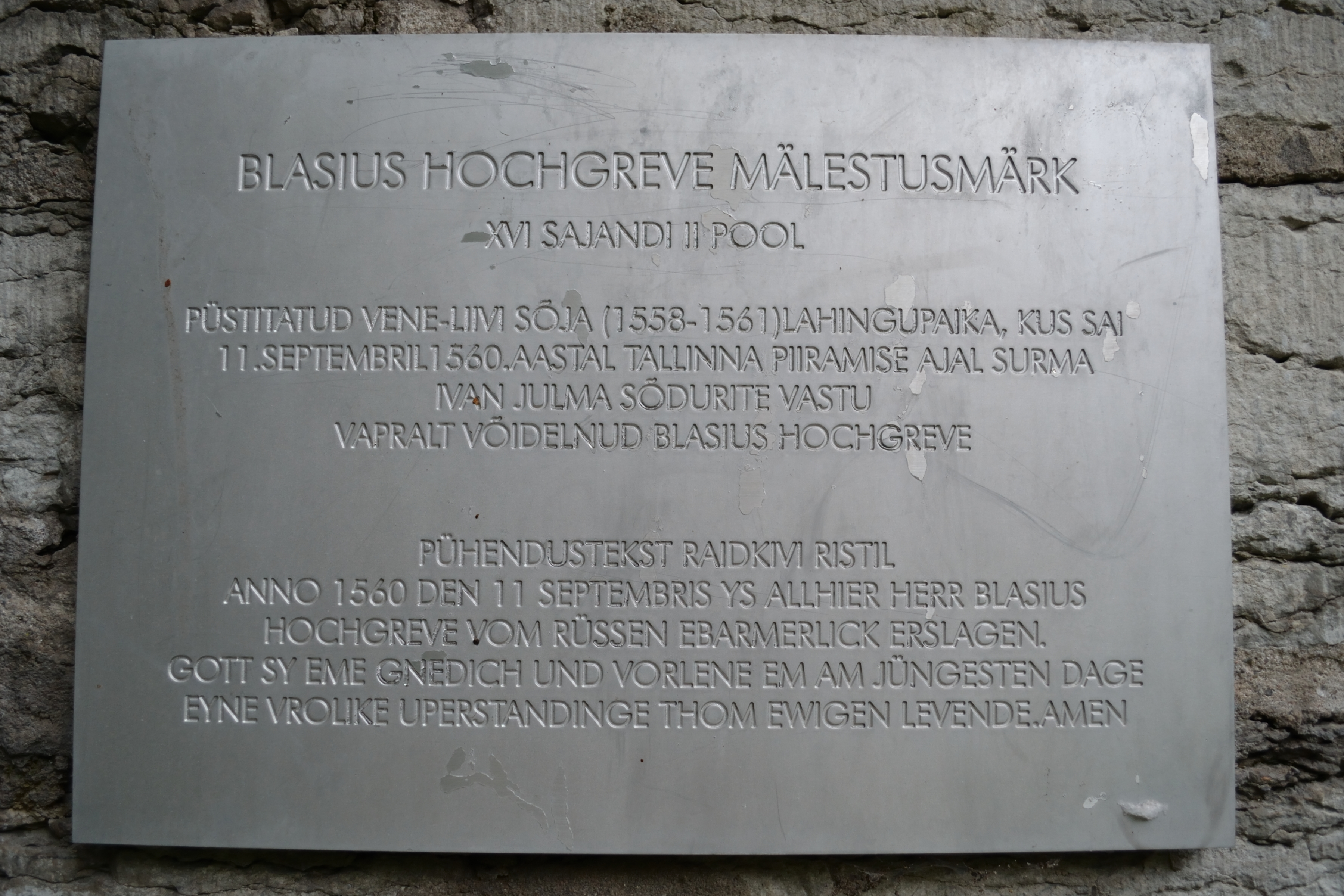
Moderne Tafel
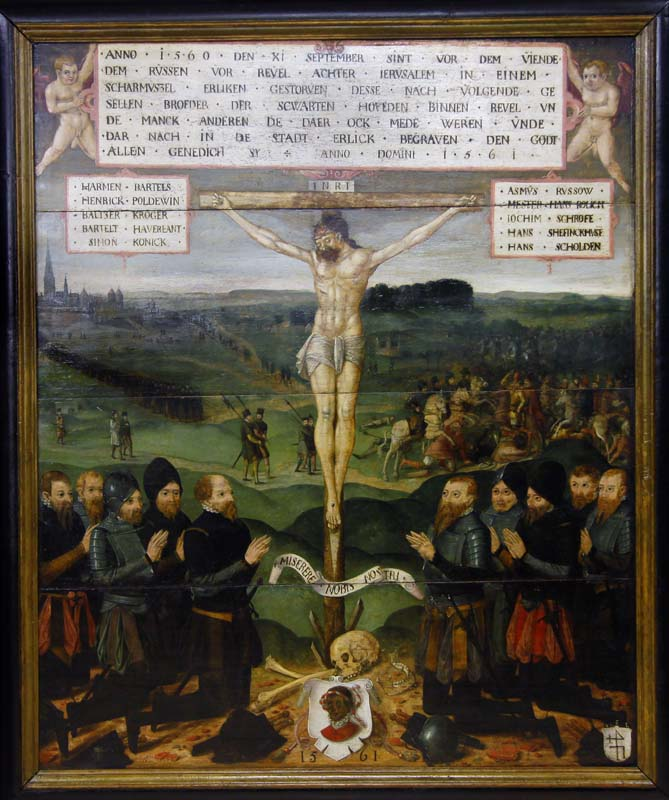
Schwarzenhäupter-Epitaph von Lambert Glandorp (1561)